# 河原恵
河原 恵（かわら めぐみ）は日本のゲームの原画家・イラストレーター。

## 人物
数々の作品の原画、挿絵を手がける。ゲーム、小説ともに世界観に適したキャラクターを描く。挿絵を担当した小説は好評を博し、シリーズ化されている。

## 担当作品

### ゲーム原画
- ファミ魔！

### イラスト
- ギャルゴ!!!!!シリーズ
- ふぁみぷれっくすシリーズ
- ななてん。ISBN 9784757744080
- ななてんに。ISBN 9784757748941
- ななてんさん。ISBN 9784047261433
- 萌え萌え戦乙女事典 イーグルパブリシング 2008年4月23日 ISBN 9784861461392